# مارچین گورتات
مارچین گورتات (لهستانی: Marcin Janusz Gortat؛ زادهٔ ۱۷ فوریهٔ ۱۹۸۴) یک بازیکن بسکتبال اهل لهستان است.
از باشگاه‌هایی که در آن بازی کرده‌است می‌توان به فینکس سانز و اورلاندو مجیک اشاره کرد.